# زجاجة ستانلي
ستانلي هي ماركة من حاويات الأغذية والمشروبات التي ابتكرها ويليام ستانلي جونيور.

## التاريخ
زجاجة ستانلي الفولاذية بالكامل والعازلة، اخترعها ويليام ستانلي جونيور في عام 1913.
اشتملت الاستخدامات المبكرة لزجاجة ستانلي على الطيران مع الطيارين في طائرات B-17 خلال الحرب العالمية الثانية، وحمل الأعضاء البشرية، ونقل حيوانات الثور المنوية من قبل صناعة الماشية، واستحبطت طواقم العمل في استكشافات أعماق البحار. وفي الآونة الأخيرة، استخدمت الزجاجة في طهي المعكرونة والهوت دوغ، ونقل الأدوية الحساسة لدرجات الحرارة، وحمل القهوة.

## الجدول الزمني

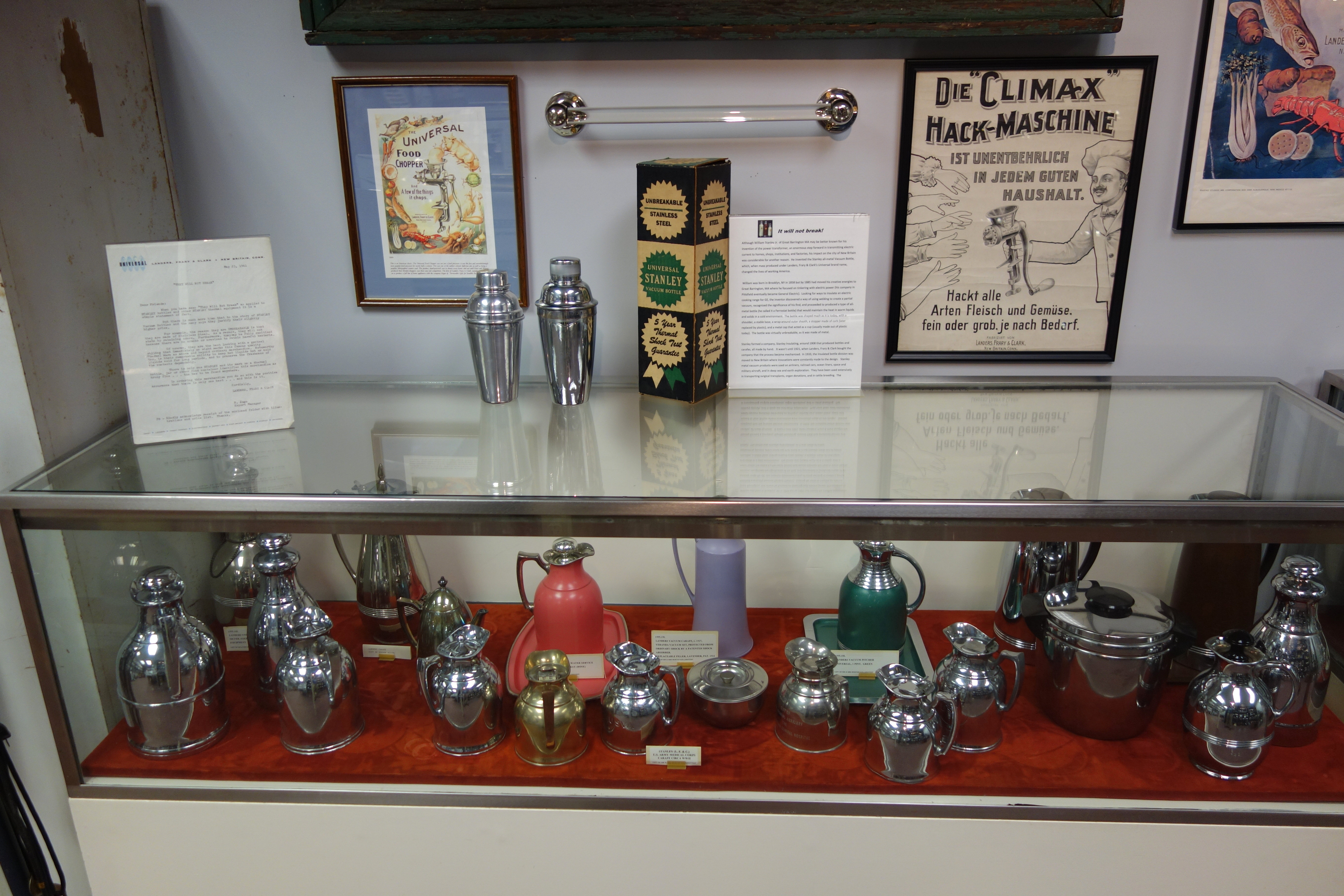
مجموعة من زجاجات خمرستانلي في متحف بريطانيا الصناعي الجديد.

في عام 1913 أنشأ وليام ستانلي جونيور زجاجة ستانلي نتيجة لعمله مع المحولات، اكتشف خلالها أن عملية اللحام التي كان يستخدمها يمكن استخدامها لعزل قنينة مفرغة من الفولاذ بدلاً من الزجاج.
بحلول عام 1915 بدأ ويليام ستانلي الإنتاج الضخم لزجاجة ستانلي. حصل على مبنى فارغ، تم تجديده وتجهيزه بآلات لإنتاج أباريق معزولة، خوادم مشروبات، وأواني مكتبية.
في عام 1916، توفي ويليام ستانلي عن عمر يناهز 57 عامًا. واستحوذت شركة استثمارية في مدينة نيويورك على العملية واستعانت بمهندس ميكانيكي، وهو هاري بادجر، كمدير عام استمر في ابتكار وتطوير منتجات جديدة زادت من خط الإنتاج.
في عام 1921، قامت لاندرز، فراري وكلارك (L.F&C) في كونيتيكت، ببريطانيا الجديدة (شركة تصنيع الأجهزة المنزلية) بشراء شركة ستانلي العازلة وأضافت خط ستانلي إلى أجهزتهم ومعداتهم.
في عام 1933، انتقلت عملية ستانلي بأكملها من غريت بارينغتون، ماساشوسيتس إلى مصنع لاندرز، فراري وكلارك(L.F & C) في كونيتيكت، ببريطانيا الجديدة. خلال هذا الوقت، أصبح هاري بادجر كبير مهندسي بحوث المنتجات والتصنيع، وفي السنوات التالية استمر في تطوير وإضافة المزيد من المنتجات إلى خط ستانلي.
في عام 1949، تقاعد هاري بادجر وأصبح جون إيزا كبير مهندسي بحوث الإنتاج و التصنيع. من عام 1949 إلى عام 1965، تم إضافة خمسة عشر منتجًا جديدًا واستخدمت الآن حاويات ستانلي من قبل شركات الطيران والسكك الحديدية وخطوط المحيطات والمستشفيات ومؤسسات التغذية الجماعية.
في عام 1953 تم تعديل بينت كوارت وزجاجتي كوارت لاستخدام الكؤوس، الياقات، والسدادات الشائعة.
في 30 مارس 1961، كان هناك عرض مناقصة أفضل للحصول على مخزون السيطرة من لاندرز، فراري وكلارك(L.F & C) لشركة جيه. بي. وليامز، الشركة الرائدة في مجال الأدوية. خلال ستة أسابيع، امتلكت جيه. بي. وليامز 80٪ من حوالي 404,000 سهم معلق.
في عام 1965، استحوذ علاء الدين على قسم ستانلي العالمي بشركة جيه. بي. وليامز، التي صنعت زجاجة ستانلي الترمس في ناشفيل، تينيسي. وتم نقل جميع عمليات ستانلي إلى ناشفيل. وبحلول عام 1966 تم شحن أول زجاجات علاء الدين ستانلي.
في عام 1968 تم تصميم وتصنيع الكأس المعزول وسدادة ملولبة لتخفيض تكاليف التصنيع ومعدات التشغيل.
في عام 1976، تم تقديم زجاجة أقصر من زجاجة ستانلي بنصف جالون. وفي عام 1988 تم استبدال المقبض بمقبض جانبي. وفي منتصف الثمانينات من القرن العشرين، تم إدخال مقبض جانبي أيضًا في زجاجة سعتها ربع جالون. خلال هذا الوقت، تم إنتاج زجاجة الفم الواسعة 24 oz مع كوب معزول.
في عام 2002، تم شراء ستانلي من قبل شركة سياتل باسيفيك ماركت انترناشيونال (PMI). ثم تم نقل مرافق تصنيع ستانلي إلى الصين.